# Hjalmar Setterberg
Carl Hjalmar Setterberg (i riksdagen kallad Setterberg i Göteborg), född 2 oktober 1857 i Surteby församling, Älvsborgs län, död 31 maj 1929 i Saltsjöbadens församling, Stockholms län, var en svensk direktör och politiker.
Setterberg var ledamot av riksdagens andra kammare 1903–1905, invald i Göteborgs stads valkrets.